# 聖なる夜に小さな願いを
聖なる夜に小さな願いを（せいなるよるにちいさなねがいを）は、テーブルトークRPG(TRPG)『ナイトウィザード』のリプレイ作品。2009年に発売されたナイトウィザードのファンブック第4弾『オペレーション・ケイオス』に書き下ろし作品として掲載された。リプレイの執筆はゲームマスターでもある伊藤和幸が担当。イラスト担当はみかきみかこ。
『オペレーション・ケイオス』には、過去3作と同じくリプレイに関連するボイスドラマが付属している。本項目ではこのボイスドラマについても併せて解説する。

## 概要
ナイトウィザードのファンブックとして提供された4番目のリプレイであり、システムは『ナイトウィザード The 2nd Edition』が使用されている。
リプレイのプレイヤーは、前作のファンブックから引き続いて登場のF.E.A.R.の菊池たけし、それにナイトウィザード The ANIMATIONでロンギヌス・コイズミを演じた小泉豊、菊池と同じくF.E.A.Rの田中信二、本リプレイのイラストも担当しているみかきみかこである。
『ナイトウィザード The 2nd Edition』環境において、10レベルという高レベル環境でプレイされた初めての公式リプレイであり、派手な特殊能力の撃ち合いが見られることが特色である。また、4人のプレイヤーキャラクターの中で2人がスタイルクラスとして「キャスター」を選択しており、『ナイトウィザード The 2nd Edition』で導入された4つのスタイルクラスを4人で分担していないことも特色として挙げられる。プレイヤーキャラクターとして、『紅き月の巫女』で田中が演じた「マユリ＝ヴァンスタイン」、『星を継ぐ者』でみかきが演じた「赤羽くれは」が当時のプレイヤーそのままで再登場しており、『2nd Edition』において第1版時代に作成されたプレイヤーキャラクターをコンバートして使用した初めてのリプレイでもある。
付属のボイスドラマ「蘇りし友、来たり」は、本リプレイの少し後の物語である。また、リプレイ『モノクロームの境界』収録の第2話「赤き薔薇の女王」は本リプレイの後日談となっており、設定に繋がりがある。

## あらすじ
ある日、少女テスラと彼女を警護する人造人間スルガの前に現れた魔王リオン＝グンタは告げた。テスラは今年の12月24日をもって世界から消滅する、と。それから半年の時間が流れ、クリスマスも近づく頃、テスラとスルガは消滅を食い止める手がかりを求めて世界の狭間にある街ラビリンスシティにいた。祝いの空気に寂しさを覚える様子のテスラに、スルガは2人でクリスマスを祝うことを約束する。そのとき、2人はリオン＝グンタと再会する。消滅を止める方法を尋ねる2人に、リオンは“獣の欠片”を使えば消滅を食い止めることも可能だと教える。
一方その頃、長らく昏睡状態にあった真行寺命が病院で目を覚ました。しかし、魔剣ヒルコを手にした命は自分の目覚めを待っていた緋室灯を傷つけ、いずこかに去ってしまう。灯、命とかつてともに戦ったマユリ＝ヴァンスタイン、そして世界の守護者代行にして灯の友人でもある赤羽くれはの2人は命を追いかける。
“獣の欠片”を求めてテスラとスルガの前に姿を現す命。命を追って現れるマユリとくれは。5人はラビリンスシティで邂逅し、そこでかつて倒されたはずの魔王アスモデートの復活が明らかになる。世界を、命を、そしてテスラを救うための戦いが幕を開けた。

## 登場人物

### プレイヤーキャラクター
プレイヤーによって操作するキャラクター。PC。名前の横にカッコで記述されているのはプレイヤー名である。ウィザードクラス及びスタイルクラスの横のレベルはそのリプレイ開始時のもの。各キャラクターの総合レベルは10である。なお、ウィザードクラス欄にて括弧書きで表示されている場合、そのクラスを経由している事を示す。
属性についてはスラッシュをはさんで左側が第一属性、右側が第二属性となる。
テスラ＝陽炎＝フラメル（てすら＝かげろう＝ふらめる、菊池たけし）
ウィザードクラス：大いなる者 5LV (錬金術師3LV）
スタイルクラス：キャスター 2LV
PC番号：PC1
属性：〈火〉 / 〈天〉
魔王リオン＝グンタに消滅を予告された6歳の少女。高名な錬金術師を祖父に持ち、祖父からウィザードとしての訓練を受けている。好きな食べ物はチョココロネ。
両親はウィザードではなくイノセント（一般人）であり、テスラの消失が始まった際には既にテスラを認識できなくなっていた。消失が進むにつれて、力の弱いウィザードからも認識できなくなってしまっている。消滅を予告されるまでは明るい性格であったが、自分が消え去ってしまうことに諦めを抱いてからは無表情になってしまった。
薄幸のヒロインの立ち位置に当たるが、菊池がヒロインとしての発言を恥ずかしがる場面がリプレイ中に何度か見られる。またクライマックスシーンの戦闘フェイズでは、行為判定のダイスロールでファンブル値を連発してしまい、スルガ役の小泉から「超どじっ娘」「ポンコツ娘」呼ばわりされた挙句、我を忘れた菊池が素で絶叫していた。
大泉 スルガ（おおいずみ するが、小泉豊）
ウィザードクラス：人造人間 5LV
スタイルクラス：ディフェンダー 5LV
PC番号：PC2
属性：〈地〉 / 〈地〉
魂だけの存在となって漂っていたところをアンゼロットによって拾われ、テスラの祖父によって肉体を与えられた人造人間。外見年齢は20歳。
アンゼロット直属のウィザード集団「ロンギヌス」の一員であり、また、テスラの護衛でもある。テスラの消失を防ぐ方法を探して、テスラとともにラビリンスシティに渡る。
テスラのために戦う、この物語の事実上の主人公というべき存在。
赤羽 くれは（あかばね くれは、みかきみかこ）
ウィザードクラス：陰陽師 6LV
スタイルクラス：ヒーラー 4LV
PC番号：PC3
属性：〈冥〉 / 〈水〉
アンゼロットが異世界「エル＝ネイシア」に向かった後の世界の「守護者代行」に任命された、陰陽師の名家・赤羽家出身の18歳の少女。
守護者代行として、世界魔術協会の執務や会議に追われる日々を過ごしていたが、友人である緋室灯が真行寺命によって重傷を負わされたとの報告を受け、執務を投げ出して調査に向かう。
元はリプレイ『星を継ぐ者』に登場したPCであり、プレイヤーも同じくみかきみかこが担当している。『星を継ぐ者』から7年ぶりの登場であり、みかきは「またくれはのプレイヤーをやる時が来るとはね～。なつかしい（笑）。」と語っている。
マユリ＝ヴァンスタイン（田中信二）
ウィザードクラス：魔術師 7LV
スタイルクラス：キャスター 3LV
PC番号：PC4
属性：〈水〉 / 〈火〉
イギリスのダンガルド魔術学校に通う16歳の魔術師の少女。師であるマーリンの命を受け、任務で世界各地を回る。
任務で日本に立ち寄った際に、友人の緋室灯とともに真行寺命の見舞いに向かい、そこで真行寺命の凶行に立ち会う。
元はリプレイ『紅き月の巫女』に登場したPCであり、プレイヤーも同じく田中信二が担当している。

### ノンプレイヤーキャラクター
GMが操作するキャラクター。NPC。
真行寺命
リプレイ『紅き月の巫女』の主人公。『合わせ鏡の神子』事件の後、昏睡状態に陥っていたが、見舞いに訪れたマユリと灯の目の前で突如覚醒し、アンゼロット宮殿に保管されていた魔剣ヒルコを召喚。灯を刺して逃走する。彼の不可解な行動が、本リプレイ前半の謎のひとつとなっている（もう一つの謎はテスラの消失現象）。
緋室灯
『紅き月の巫女』のもう一人の主人公。『セブン＝フォートレス メビウス』リプレイ『シェローティアの空砦』1巻冒頭で描かれた異世界「ラース＝フェリア」への遠征を断念し、帰還した。『紅き月の巫女』での戦友であるマユリと共に命の見舞いに訪れたが、他ならぬ命の手により重傷を負わされ、強化人間の調整施設（要は集中治療室）に送られる。
リオン＝グンタ
「秘密侯爵」の二つ名を持つ魔王。テスラの消失を予告した張本人で、それを避ける手段として「獣の破片」なるアイテムを集めるようスルガに示唆する。本リプレイの黒幕。
アスモデート
かつて命らに倒された魔王。敗れた後、裏界の最下層に追いやられていたが、何者かからある条件と引換に力を得て再び暗躍する。その条件とは、スルガも追っている「獣の破片」の収集である。当然スルガたちとは敵対するばかりか、テスラの抹殺も企図した。終盤のラビリンスシティでの決戦で、体長数十メートルに及び、竜・牛・山羊の三つ首を持つ真の姿を現す。
謎の声
裏界の最下層に逼塞するアスモデートに接触した存在。部下を使って入手した「獣の破片」をアスモデートに渡し、協力を持ちかけた。その正体は本リプレイでは明らかにされない。本リプレイのもう一人の黒幕。

### その他の登場人物・用語など
獣の欠片
特殊なプラーナの塊。総数は666個ある。この欠片を手に入れたものは強大な力を得ることができ、死者を蘇らせたり、不老不死になる等の願いを叶えることが可能になる。しかし、願いを叶えた者は不幸な結末を迎えると言われている。
ヒルコ
真行寺家に代々伝わる刀。空間や多重結界を切り裂く力を持つ。詳細は『紅き月の巫女』を参照。
『合わせ鏡の神子』で柊蓮司の手に渡った後アンゼロット城に保管されていたが、アスモデートによって召喚された。事件終息後は命の手に戻り、ファンブック『ブルームメイデン』付録のCDドラマ「シュヴェルトライテの槍」にも登場している。
六柱
単に「柱」とも言う。アスモデートが自らの力の大部分を使って数千万年前に作り出した一種の巨大爆弾。詳細は『紅き月の巫女』を参照。
『紅き月の巫女』で語られた「六柱の巫女」事件後、アンゼロット城の格納区画に厳重に保管されていたが、アスモデートに奪われ、そのうちの1本がラビリンスシティの嘆きの海に打ち込まれた。この結果嘆きの海の世界結界に亀裂が生じ、そこから冥魔が侵攻する事態となった。

## 結末
命の肉体を乗っ取り、六柱を使って世界を破壊せんとしたアスモデートを退け、スルガたちは獣の欠片を手に入れた。スルガは「獣の欠片の力を使えば己が消滅することになる」ということを知りながらも迷わずその力を解放し、消えていく。しかし、クリスマスの夜、リオン＝グンタがテスラを迎えにやってきた。実は、テスラは裏界の魔王ルー＝サイファーの転生体であり、消失とはテスラの存在がルー＝サイファーに上書きされてしまうことに他ならなかった。スルガがその存在のすべてを賭けたにもかかわらず、無情にもルー＝サイファーはテスラの肉体を手に入れてしまう。しかし、スルガの努力は無駄ではなかった。獣の欠片の力により、ルー＝サイファーの精神の片隅にテスラの心が残ることとなった。テスラはその力を振り絞ってルー＝サイファーの魔力を操り、スルガの魂を再び呼び覚ます。目覚めの直前、テスラとスルガの魂は邂逅し、そこでスルガはいつかルー＝サイファーからテスラを救い2人でクリスマスを祝うことを再び約束する。誰もいないアパートの部屋の中、目覚めたスルガはテスラが付けていたリボンを手にいつかテスラを救ってみせると誓うのであった。
一ヶ月後。いつものように大量の書類決裁に追われていたくれはの元にマユリが飛び込んできた。強力なエミュレイターが出現したというのだ。ウィザードたちの集中砲火も多重結界であしらうエミュレイター。だがくれはと共に戦場に到着したマユリは不敵な笑みを漏らす。次の瞬間、多重結界は切り裂かれ、そこに砲撃が加えられた。エミュレイターの目の前には、ヒルコとガンナーズブルームを手にする傷癒えた命と灯の姿があった。

## リプレイのストーリーと背後の事情
本リプレイではエンディングフェイズのマスターシーンにおいて、テスラがルー＝サイファーの転生体であるという事実が明らかになるが、テスラを演じた菊池たけしはプレイ開始前からこの情報を知っていた。これは菊池がボイスドラマ「蘇りし友、来たり」の脚本をリプレイより先に作成し、ストーリーの中で必要なルー＝サイファーの復活をリプレイで書くことをGMである伊藤和幸に要求したためである。菊池はマスターシーン後、結末を知っていて黙っていたことを他のプレイヤーに謝罪しており、また本リプレイが収録された『オペレーション・ケイオス』にて 、テスラとルーが同一人物であるという菊池が提示した仕様を昇華して別人格と設定し、スルガとのドラマを演出することに成功した伊藤を賞賛している。なお、小泉豊、みかきみかこも「蘇りし友、来たり」の内容は知っていたが、エンディングフェイズでリプレイがボイスドラマと劇的につながったことに驚愕していた。
伊藤は菊池の提示した条件を満たすために、菊池にテスラを演ずるよう要請した。これは、結末を効果的に演出するためには、ボイスドラマとの関連性を熟知する菊池がテスラを演じる必要があったからである。菊池の当初の構想ではテスラはNPCであり、菊池は「月は無慈悲な夜の女王」で演じた十文字冴絵をPCとして再登場させるつもりだった。そのため伊藤からテスラをPCにするよう要請された時、菊池は「俺に小さな女の子をやれというのか」と叫んでいる。セッション中も菊池はシリアスを要求されるテスラのキャラロールに四苦八苦しており、この時素で吐いた「シリアスなロールプレイは3分しかもたんのだっ!?(笑)」という台詞は、のちにF.E.A.R.のゲームサポート誌『ゲーマーズ・フィールド』の連載漫画「QuickStart!!」でパロディにされている。
また、菊池は真行寺命の復活も伊藤に要求していたが、伊藤は命と因縁深いアスモデートを登場させる事でこれをクリアした。さらにアスモデートに六柱を使わせる事で、地球を守る「世界結界」の亀裂からメイオルティスが侵入する「蘇りし友、来たり」冒頭のシーンに繋げた。アスモデートの復活は菊池にも知らされておらず、菊池は「まさかアスモデートを復活させてくるとは」と驚愕していた。

## ボイスドラマ
付属の音楽CDに収録されたボイスドラマ「蘇りし友、来たり」は今作リプレイの少し後の話である。

### キャスト
- ベール＝ゼファー（後藤邑子）
- メイオルティス （田村ゆかり）
- アゼル＝イヴリス（植田佳奈）
- リオン＝グンタ（柚木涼香）
- ルー＝サイファー（宮崎羽衣）
- 赤羽くれは （佐藤利奈）
- 緋室灯（小暮英麻）
- 真行寺命（矢薙直樹)
- アンゼロット（小暮英麻）
- ロンギヌスA （木下紗華）
- ロンギヌスB （小泉豊）
- ロンギヌスC （田代有紀）

#### こぼれ話
メイオルティス役に田村ゆかりが起用された理由は、前作であるファンブック『フライ・ミー・トゥ・ザ・ムーン』のボイスドラマ「無常の月」に清水香里をキャスティングした一件に絡んだものである。
菊池はかつて『超女王様伝説 セント★プリンセス』を連載していた時、内容が被って著名作品のパロディになってしまうことを避けるため、同時期に放映されていた『美少女戦士セーラームーンR』を一切見なかったという逸話がある。しかし「無常の月」の時には、「レーヴァテイン」という剣を使うキャラクターである朔野美景に、「レヴァンティン」という剣を使うキャラクターをレギュラーで演じている清水を当ててしまっていた（「レーヴァテイン」と「レヴァンティン」は北欧神話に登場する武器の日本語表記における揺れ）。菊池はこのバッティングに、収録現場で清水自身から指摘されるまで気付いていなかった。
この一件で菊池は読者や関係者から散々に突っ込まれたため、「蘇りし友、来たり」では開き直って直球を持ってきたと述べている。本ボイスドラマには、当該作品のあからさまなパロディが含まれている。

### スタッフ
- 原作・脚本 - 菊池たけし(F.E.A.R.)
- 音響監督 - 本山哲(オムニバスプロモーション)
- エンジニア - 熊谷亨（オムニバスプロモーション）
- 音響効果 - 出雲範子（スワラ・プロ）
- 選曲 - 水野さやか（スワラ・プロ）
- 録音スタジオ - OPレクイエムスタジオ
- マスタリングエンジニア - 中村宗一郎（ピースミュージック）
- 音響制作 - オムニバスプロモーション
- 製作 - ファーイースト・アミューズメント・リサーチ

### 主題歌
オープニングテーマ『FLY INTO THE NIGHT』
作詞：江幡育子(ZIZZ STUDIO)／作曲：磯江俊道(ZIZZ STUDIO)／歌：小暮英麻
エンディングテーマ『月衣』
作詞：いとうかなこ／作曲：磯江俊道(ZIZZ STUDIO)／歌：いとうかなこ

## 第二次古代神戦争
『聖なる夜に小さな願いを』は、『ナイトウィザード The 2nd Edition』と『セブン＝フォートレス メビウス』を連結する事件「第二次古代神戦争」の一環である。
『聖なる夜に小さな願いを』は200X+1年12月の出来事である。魔王アスモデートを復活させたのは冥刻王メイオルティスであった。復活を果たしたアスモデートは因縁のある真行寺命の肉体を乗っ取り、アンゼロット宮殿に封じられていた自身の武器「六柱」を奪回して、そのうちの一つを狭界の一つ「ラビリンスシティ」の「嘆きの海」に打ち込んだ。この結果ラビリンスシティの世界結界に亀裂が生じ、メイオルティスの第八世界ファー・ジ・アースへの現出を可能にした（ボイスドラマ『蘇りし友、来たり』）。皮肉にもアスモデートの行動は命にウィザードとしての力を取り戻させる結果をも招き、以後命は赤羽くれはの片腕として、緋室灯とともに冥魔に対峙する事となる。
灯は第一世界ラース・フェリアへの遠征を断念して（『シェローティアの空砦』第1話）第八世界に帰還したばかりであった。彼女は遠征途上で柊蓮司とともにメイオルティスを目撃しており、柊の指示で第八世界に帰っていた。
冥刻王メイオルティスの第八世界出現は、主八界の他世界で展開されていた第二次古代神戦争が、本格的に第八世界表裏に拡大した事を意味する。既にラビリンスシティには、この時ある事を予期したルー＝サイファーの意向を受けた魔王エイミーの働きかけで表界のウィザードたちが入植していた（ソースブック「ファー・ジ・アース」）が、この事件以降、ルー＝サイファーやベール＝ゼファーといった裏界の有力な魔王は表界のウィザードとの連携に向かう。一方敗れたアスモデートは、冥魔寄りの立場に立つ魔王アー＝マイ＝モニカの陣営に加わる事となる。

## 作品
- ナイトウィザード 2nd Edition ファンブック オペレーション・ケイオス ISBN 978-4757746763